# Cerkiew Wniebowzięcia Panny Marii w Krynicy
Cerkiew Wniebowzięcia Panny Marii w Krynicy pod Hodyszewem – pierwotnie unicka cerkiew z 1775 r., znajdująca się obecnie w pobliżu wsi Hodyszewo. Należała do parafii hodyszewskiej dekanatu sokołowskiego. Z chwilą przyłączenia unitów do Rosyjskiego Kościoła Prawosławnego stała się świątynią prawosławną. Przebudowana w 1884 r. i przeniesiona z Hodyszewa do źródełka (krynicy) w miejsce dawnej kaplicy. Od okresu rewindykacji pełni funkcję świątyni rzymskokatolickiej.

## Z historii
Kiedy w II poł. XIX w. zbudowano w Hodyszewie nową, murowaną cerkiew, materiały ze starej, rozebranej cerkwi drewnianej wykorzystano do budowy małego kościółka na tzw. Krynicy. Było to miejsce w niewielkim zagajniku, położone ok. 1 km od Hodyszewa. Sama nazwa - Krynica - pochodziła od znajdującej się tam ocembrowanej studni ze źródełkiem.
Podczas II wojny światowej kościółek doznał bardzo poważnych uszkodzeń. Zniszczeniu uległ wtedy ołtarz i posadzka, dach zaś przedziurawiony był w wielu miejscach. W latach 1952–1954 przeprowadzono szereg remontów obiektu, ponadto ogrodzono teren i wytyczono aleje. W 1977 r. ułożono nową posadzkę, założono pompę do źródełka, natomiast dach kościółka przykryto blachą. W latach 80. XX w. obok kościółka powstał tzw. ogród różany, w którym umieszczono kaplice różańcowe.

## Galeria zdjęć

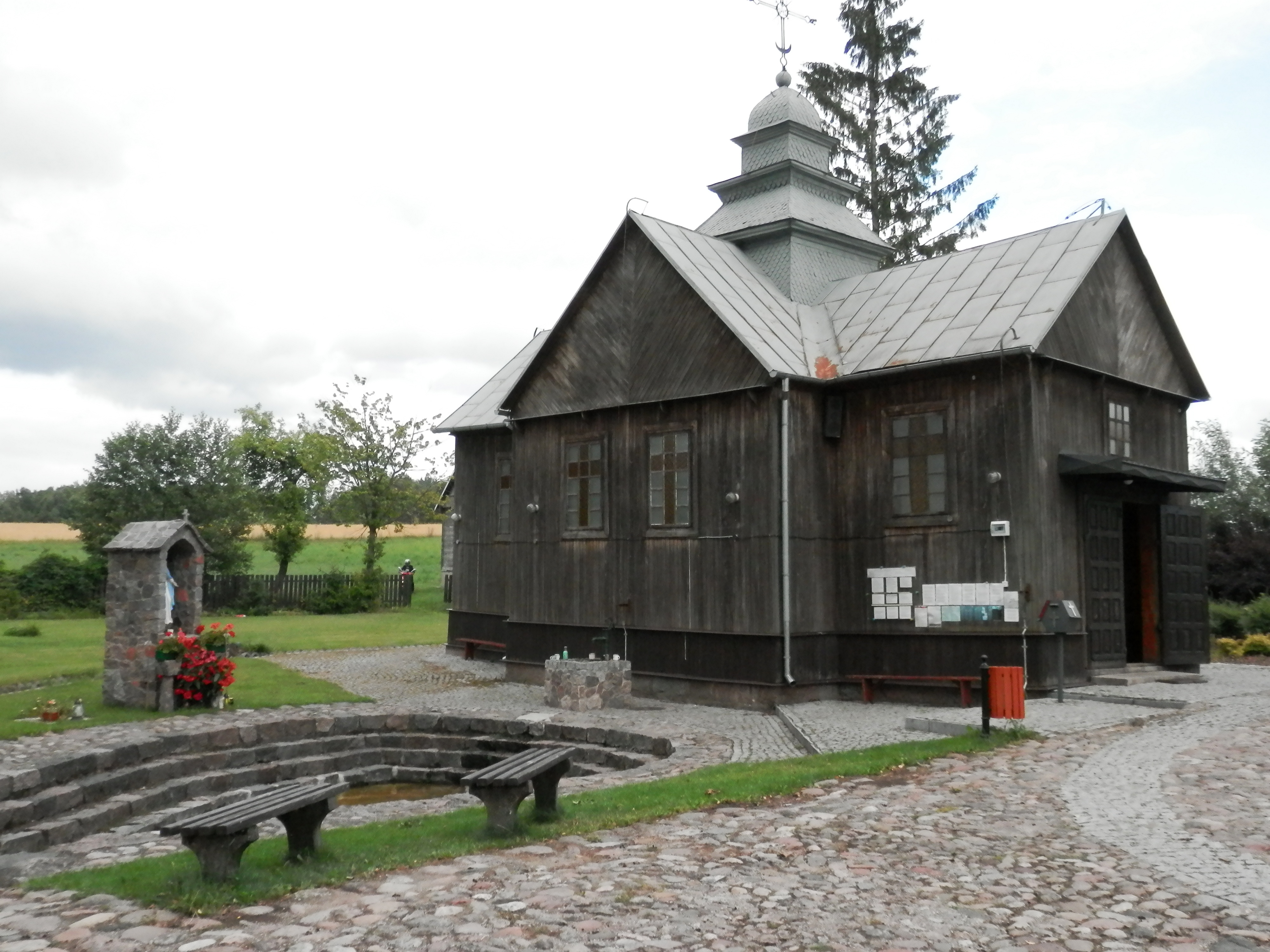
Kaplica i źródełko
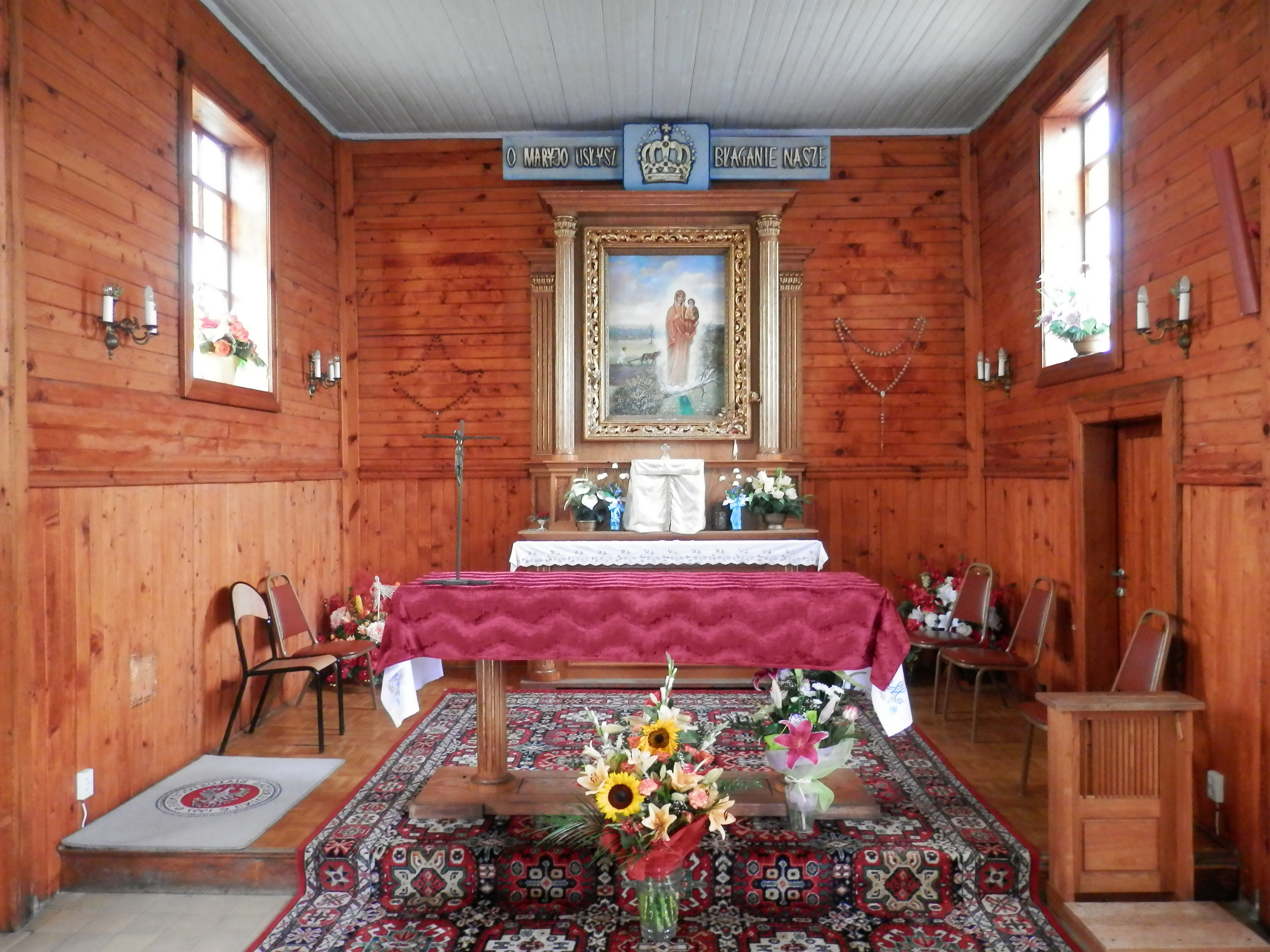
Wnętrze kaplicy (ołtarz)
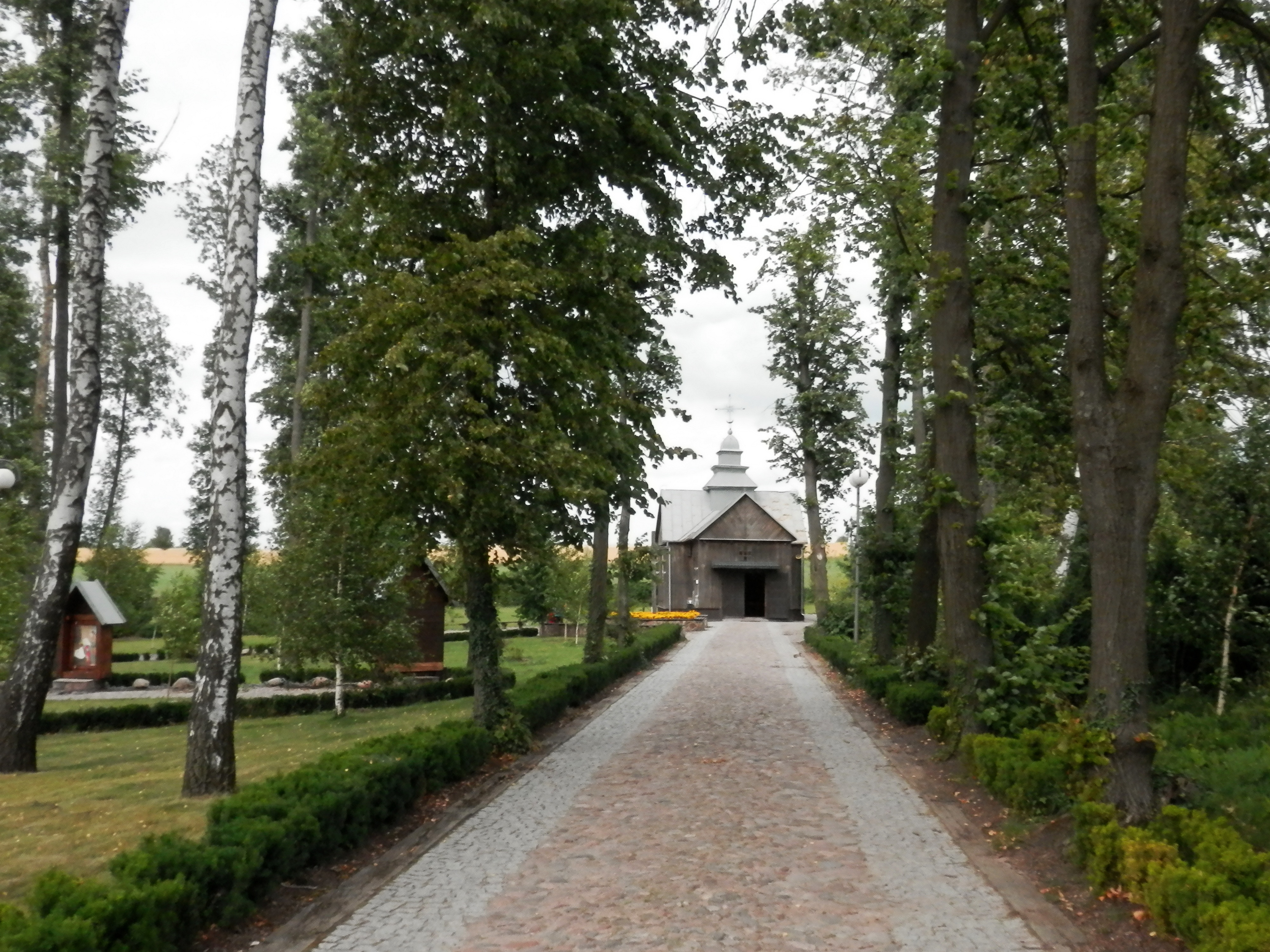
Aleja dojazdowa
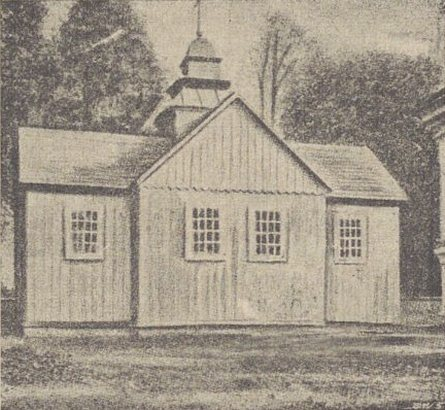
Unicka dzwonnica przerobiona na tymczasową cerkiew. Z prawej strony widoczny fragment nowej, murowanej cerkwi. fot. z 1928 r.